# ای.ام. هومز
امی ام. هومز (انگلیسی: A. M. Homes) با نام هنری (ای. ام. هومز) نویسنده، نمایش‌نامه نویس و خبرنگار زادهٔ ۱۸ دسامبر ۱۹۶۱ در واشینگتن، دی.سی.، ایالات متحده است. او بیشتر به دلیل نوشتن آثار کوتاه ادبی و خلق شخصیت‌های ویژه در داستان‌هایش شناخته شده‌است. جدیدترین کتاب این نویسنده در سپتامبر سال ۲۰۱۲ توسط انتشارت ویکینگ چاپ شد که در سال ۲۰۱۳ برنده جایزه ادبیات داستانی زنان شد. نخستین فصل این کتاب در مجلهٔ ادبی گرانتا بریتانیا در سال ۲۰۰۸ منتشر شد که این تک فصل در آن مجله توسط رمان‌نویس بریتانیایی ویلیام بوید ویرایش شد. تک فصل منتشر شده این کتاب در همان سال در فهرستی رمان‌های کوتاه برتر آمریکایی با عنوان ۱۰۰ رمان برتر کوتاه آمریکایی در سال ۲۰۰۸ توسط هدی پیتلور و سلمان رشدی قرار گرفت.